# Oded Kotler
Oded Kotler (Tel Aviv, 5 maggio 1937) è un attore e regista israeliano.
Nel 1967 ha vinto il premio per il miglior attore al Festival di Cannes per Shlosha Yamim Veyeled.